# Coût unitaire moyen pondéré
Le coût unitaire moyen pondéré (CUMP), parfois nommé coût moyen unitaire pondéré (CMUP) ou prix moyen pondéré (PMP), est une valorisation des sorties d'un poste comptable à un coût unitaire qui est la moyenne des coûts unitaires des entrées de la période (en y incluant le coût unitaire du stock initial). Cette moyenne des coûts unitaires est pondérée par les quantités en stock.

## Enjeux du coût unitaire moyen pondéré
En France, deux méthodes d'évaluation des stocks sont autorisées : la méthode du "Coût Unitaire Moyen Pondéré" et la méthode du "Premier entré, premier sorti" (FIFO, PCG 1999, art. 333-2).
Contrairement à la méthode FIFO qui est toujours possible fiscalement ou comptablement, la méthode CUMP n'est possible fiscalement pour les immobilisations financières que chez les titres de participation, seulement si cette méthode reste moins favorable sur le plan fiscal pour l'entité que la méthode FIFO.

## Démarche du coût unitaire moyen pondéré

### Généralités sur la démarche
Deux démarches sont possibles :
- Le calcul du CUMP après chaque période.
- Le calcul du CUMP après chaque entrée.

Le coût unitaire de sortie d'articles du stock est égal à la somme (de la valeur initiale + celles d'entrées en stock) divisée par la somme (de quantité initiale et celles d'entrées en stock). Si ce sont des stocks de produits finis, le coût unitaire d'entrée sera le coût de production (voir pour sa détermination la comptabilité analytique).

### Exemple d'utilisation de la méthode CUMP après chaque entrée
Le stock du nettoyant liquide vaisselle d'une crèche a les caractéristiques ci-dessous :
- Au 4 février 2009, le stock est de 20 bidons à 2 € chacun.
- Au 15 février 2009, on rachète 20 bidons mais pour 3,4 € pièce.
- Par ailleurs, diverses sorties de stock ont lieu durant cette période.

Le tableau suivant permet de déterminer la valeur du stock selon la date :
| Dates   | Entrées | PU entrées | Sorties | PU sorties | Qte Stock | CUMP                        | Valeur du stock    |
| ------- | ------- | ---------- | ------- | ---------- | --------- | --------------------------- | ------------------ |
| initial | 20      | 2 €        |         |            | 20        | 2 €                         | 2 €*20=40 €        |
| 04/02   |         |            | 12      | 2 €        | 8         | 2 €                         | 40 €-(12*2 €)=16 € |
| 15/02   | 20      | 3,4 €      |         |            | 28        | ((8*2 €)+(20*3,4 €))/28=3 € | 3 €*28=84 €        |
| 28/02   |         |            | 10      | 3 €        | 18        | 3 €                         | 84 €-(3 €*10)=54 € |